# Jean Meeus (Eishockeyspieler)
Jean Meeus (* 3. Juni 1905 in Antwerpen; † nach 1928) war ein belgischer Eishockeyspieler.

## Karriere
Jean Meeus nahm für die belgische Nationalmannschaft an den Olympischen Winterspielen 1928 in St. Moritz teil. Mit seinem Team belegte er den achten von elf Rängen. Er selbst kam im Turnierverlauf zu drei Einsätzen. Auf Vereinsebene spielte er für CPA Antwerpen.